# Band of Brothers - Fratelli al fronte
Band of Brothers - Fratelli al fronte (Band of Brothers) è una miniserie televisiva statunitense in 10 puntate prodotta da Steven Spielberg e Tom Hanks con la partecipazione della rete HBO nel 2001.
La miniserie è stata ispirata dal libro del 1992 Banda di fratelli (Band of Brothers: E Company, 506th Regiment, 101st Airborne from Normandy to Hitler's Eagle's Nest), scritto dallo storico Stephen Ambrose, che ha anche partecipato alla produzione in qualità di consulente; al progetto, con una colossale produzione da 120 milioni di dollari, si è avvalsa di professionisti altamente qualificati per la resa delle immagini tra cui il direttore della fotografia Remi Adefarasin che ha saputo curare la fotografia delle immagini indimenticabili. 

## Trama
Ambientata durante la seconda guerra mondiale (precisamente dal 1942 al 1945), la miniserie segue le vicende della Compagnia Easy del 2º Battaglione, 506º Reggimento di Fanteria Paracadutista, 101ª Divisione Aviotrasportata dell'esercito degli Stati Uniti, partendo dal loro addestramento a Camp Toccoa, passando per la loro assegnazione al fronte europeo con il D-Day e seguendo i combattimenti fino alla fine della guerra a Berchtesgaden.

## Episodi
La miniserie, divisa in dieci puntate, è stata trasmessa dal canale via cavo statunitense HBO dal 9 settembre al 4 novembre 2001, mentre in Italia è stata trasmessa da Rete 4 dal 16 gennaio al 14 febbraio 2003.

## Produzione
La miniserie è tratta dalla omonima pubblicazione di Stephen Ambrose, autore anche di D-Day, il libro che ha fornito lo spunto per la realizzazione del film Salvate il soldato Ryan, di cui Ambrose è stato anche consulente storico. La scomparsa nel 2002 dello scrittore ha messo fine al trinomio Spielberg-Hanks-Ambrose che, visto gli ottimi lavori realizzati in sinergia, prometteva un terzo capitolo degno dei due precedenti.
Il titolo della miniserie, e del libro dalla quale è tratta, è preso da un passo dell'Enrico V di William Shakespeare (atto IV, scena 3). La miniserie è stata interamente girata in Gran Bretagna e si stima che sia costata 125 milioni di dollari.

### Cast
- Nel cast figurano alcuni volti già noti come David Schwimmer (Friends) e Neal McDonough, insieme a tanti che lo diverranno in seguito al cinema o in TV, come Damian Lewis, Donnie Wahlberg, Ron Livingston, Simon Pegg, Michael Fassbender, James McAvoy, Tom Hardy, Jamie Bamber, Richard Speight Jr.
- Fassbender e McAvoy appaiono in puntate diverse, e non si incontrarono sul set: il loro incontro risale a 10 anni dopo, quando interpretarono Erik Lehnsherr e Charles Xavier in X-Men: First Class. In quello stesso anno (2011) uscì al cinema Captain America - Il primo Vendicatore, ambientato nello stesso periodo, in cui Neal McDonough interpreta il ruolo di Dum Dum Dugan.
- Nell'ottava puntata compare Colin Hanks (figlio di Tom Hanks) nel ruolo di un giovane tenente appena assegnato alla Easy.

### Accuratezza storica
In alcune puntate (3ª, 4ª e 6ª) si vedono entrare in azione diversi tipi di mezzi corazzati tedeschi, ma non si tratta di mezzi autentici, molto difficili da reperire: si tratta del risultato di un grosso lavoro di trasformazione, attuato dai tecnici della produzione su veicoli di più facile reperibilità.
Il Panzer VI Tiger I è stato realizzato su un T-34/85 sovietico (si tratta probabilmente dello stesso usato in Salvate il soldato Ryan), il semovente Sturmgeschütz III è stato ricavato modificando un FV-432 APC inglese, il cacciacarri Jagdpanzer V Jagdpanther è stato ricavato da un T-54/55 sovietico; il semicingolato Sd.Kfz. 251 è un OT-810 cecoslovacco, molto simile al modello tedesco, a cui sono state dipinte le croci di ferro sulle fiancate.
Nel terzo episodio della serie il soldato Albert Blithe è gravemente ferito e al termine dell'episodio viene detto che morì nel 1948, non riprendendosi mai né fisicamente né psicologicamente dalle sue ferite. In realtà il sergente combatté anche in Olanda e a Bastogne, sopravvisse alla guerra e continuò la carriera militare. Morì in Germania Ovest per un'ulcera perforante nel 1967.

## Distribuzione
La miniserie è andata in onda sul canale statunitense HBO dal 9 settembre al 4 novembre 2001. In Italia è stata trasmessa in chiaro da Rete 4 dal 16 gennaio al 14 febbraio 2003.

### Inserto speciale:We Stand Alone Together
Ogni puntata inizia con un commento dei veterani della seconda guerra mondiale, tratto da We Stand Alone Together, un documentario diretto da Mark Cowen con interviste ai reduci della compagnia Easy. Nel sesto DVD della miniserie HBO si trovano inoltre inserti speciali sul making of di Band of Brothers e un diario video di Ron Livingston (Lewis Nixon) sull'addestramento degli attori.

## Riconoscimenti
La serie ha ricevuto 20 nomination agli Emmy Awards del 2001 e ne ha vinti 7. Inoltre ha vinto un Golden Globe come miglior mini-serie o film per la televisione (2002) e un premio dell'American Film Institute.